# Ново Село (Сисак)
Ново Село (хорв. Novo Selo) — населений пункт у Хорватії, у Сисацько-Мославинській жупанії у складі міста Сисак.

## Населення
Населення за даними перепису 2011 року становило 633 осіб.
Динаміка чисельності населення поселення:

## Клімат
Середня річна температура становить 11,18 °C, середня максимальна – 25,68 °C, а середня мінімальна – -5,70 °C. Середня річна кількість опадів – 932 мм.
| Клімат поселення                              | Клімат поселення | Клімат поселення | Клімат поселення | Клімат поселення | Клімат поселення | Клімат поселення | Клімат поселення | Клімат поселення | Клімат поселення | Клімат поселення | Клімат поселення | Клімат поселення | Клімат поселення |
| Показник                                      | Січ.             | Лют.             | Бер.             | Квіт.            | Трав.            | Черв.            | Лип.             | Серп.            | Вер.             | Жовт.            | Лист.            | Груд.            |                  |
| Середній максимум, °C                         | 6,67             | 8,63             | 13,12            | 17,65            | 22,54            | 25,68            | 24,69            | 23,87            | 20,13            | 15,04            | 9,75             | 5,27             |                  |
| Середня температура, °C                       | 0,49             | 2,46             | 6,94             | 11,46            | 16,36            | 19,48            | 21,08            | 20,24            | 16,51            | 11,42            | 6,14             | 1,64             |                  |
| Середній мінімум, °C                          | −5,7             | −3,74            | 0,76             | 5,28             | 10,18            | 13,30            | 17,45            | 16,63            | 12,89            | 7,80             | 2,52             | −1,97            |                  |
| Норма опадів, мм                              | 57               | 55               | 64               | 75               | 82               | 93               | 83               | 87               | 84               | 87               | 93               | 72               |                  |
| Середньомісячна швидкість вітру, м/с          | 1.74             | 1.92             | 2.34             | 2.20             | 2.02             | 1.90             | 1.80             | 1.70             | 1.70             | 1.70             | 1.80             | 1.80             |                  |
| Середньомісячна сонячна радіація, кДж/м²·день | 4247             | 7030             | 10702            | 15211            | 19431            | 21503            | 22538            | 19539            | 14498            | 8976             | 4714             | 3473             |                  |
| --------------------------------------------- | ---------------- | ---------------- | ---------------- | ---------------- | ---------------- | ---------------- | ---------------- | ---------------- | ---------------- | ---------------- | ---------------- | ---------------- | ---------------- |
| Джерело:                                      |                  |                  |                  |                  |                  |                  |                  |                  |                  |                  |                  |                  |                  |